# Oderbrück
Oderbrück ist ein Ortsteil der niedersächsischen Stadt Braunlage im Landkreis Goslar.

## Geographie

### Ortsgliederung
Oderbrück besteht aus den beiden Ansiedlungen Oderbrück-Nord und -Süd, die sich jeweils aus etwa zehn Gebäuden zusammensetzen.

### Lage
Beide Ortsteile liegen östlich der Bundesstraße 4 im Hochharz auf etwa 800 Metern Höhe zwischen Torfhaus drei Kilometer nordwestlich und Königskrug dreieinhalb Kilometer südöstlich.

## Geschichte
Oderbrück gehört seit dem 11. November 2011 zur Stadt Braunlage, in welche die Bergstadt Sankt Andreasberg, zu welcher der Ortsteil zuvor gehörte, eingemeindet wurde.
Das unmittelbar an der B 4 gelegene Gasthaus Oderbrück brannte in der Nacht zum 15. Juni 2010 durch Brandstiftung vollständig aus. Die Ruine wurde 2012 abgerissen. Im Dezember 2020 wurde an gleicher Stelle ein neues Café mit Skiverleih errichtet.
Die Siedlung besteht zu einem großen Teil aus Skihütten verschiedener Skiclubs aus dem Harzbereich, die dort vor allem in der ersten Hälfte des 20. Jahrhunderts Gruppenunterkünfte errichteten. Dies gab den Mitgliedern, die nicht in schneereichen Regionen wohnen, die Möglichkeit, zu den Wochenenden oder Ferien für mehrere Tage Ski in den Hochharzlagen zu laufen.

## Sehenswürdigkeiten
- Der Ehrenfriedhof Oderbrück, eine Kriegsgräberstätte für im April 1945 ums Leben gekommene deutsche Soldaten und Angehörige der Waffen-SS, sowie sowjetische Kriegsgefangene[2]
- Die historische Talsperre Oderteich liegt etwa einen Kilometer westlich von Oderbrück.
- Die 925 m hohe Achtermannshöhe, zwei Kilometer südöstlich gelegen, stellt ein regional bekanntes Wanderziel dar. Auch der Brocken und die Wolfswarte können auf einer etwa sieben Kilometer langen Strecke jeweils gut erwandert werden.